# Euptera kinugnana
Euptera kinugnana è una farfalla della famiglia Nymphalidae. Si trova in Kenya, Tanzania, Malawi, Mozambico e in Madagascar. L'habitat è costituito da foreste. Gli adulti si nutrono di fiori e frutta fermentata mentre le larve si nutrono di Bequaertiodendron natalense.

## Sottospecie
- Euptera kinugnana kinugnana (Kenya, Tanzania, Malawi, Mozambico)
- Euptera kinugnana insularis Collins, 1995 (Madagascar)